# Soria (provins)
Soria er en provins beliggende centralt i den autonome region Castilien og Leon i Spanien. Den grænser til provinserne Zaragoza, Guadalajara, Segovia og Burgos, samt La Rioja. Provinsen dækker et område på 10.303 km². 
Soria er den tyndest befolkede af de spanske provinser med under 100.000 indbyggere og kun omkring 9 indbyggere per km², hvilket faktisk er noget af det laveste i EU. Omkring 40 % af indbyggerne bor i provinshovedstaden Soria. Der er 183 kommuner i Soria, men næsten halvdelen af dem har mindre end 100 indbyggere og kun 12 af dem har mere end 1.000 indbyggere. 